# ラウル・ロペス
ラウル・ロペス（Raúl López）ことラウル・ロペス・イ・モリスト（カタルーニャ語:Raül López i Molist、スペイン語:Raúl López Molist、1980年4月15日 - ）は、スペインのプロバスケットボール選手。カタルーニャ州バルセロナ県ビック出身。ポジションはポイントガード。182cm,84kg。

## 来歴
1998年にホベントゥート・バダローナでプロデビュー。
2000年、レアル・マドリードに移籍。同年のリトアニア戦でスペイン代表デビュー。スーパードリームゲーム2000で来日もしている。シドニー五輪にも出場した。
2001年のNBAドラフトでユタ・ジャズに全体24位指名を受け、翌年入団。
ジャズでは3シーズンプレーした後、メンフィス・グリズリーズにトレードされたが、開幕ロースターに入ることなく帰国。アカスバユ・ジローナに入団。
2006年、レアル・マドリードに復帰。
2008年北京五輪で代表復帰。銀メダルを獲得した。
2016年3月20日、リーガACBの2015-2016シーズン終了とともに引退を表明した。